# Architektura wnętrz

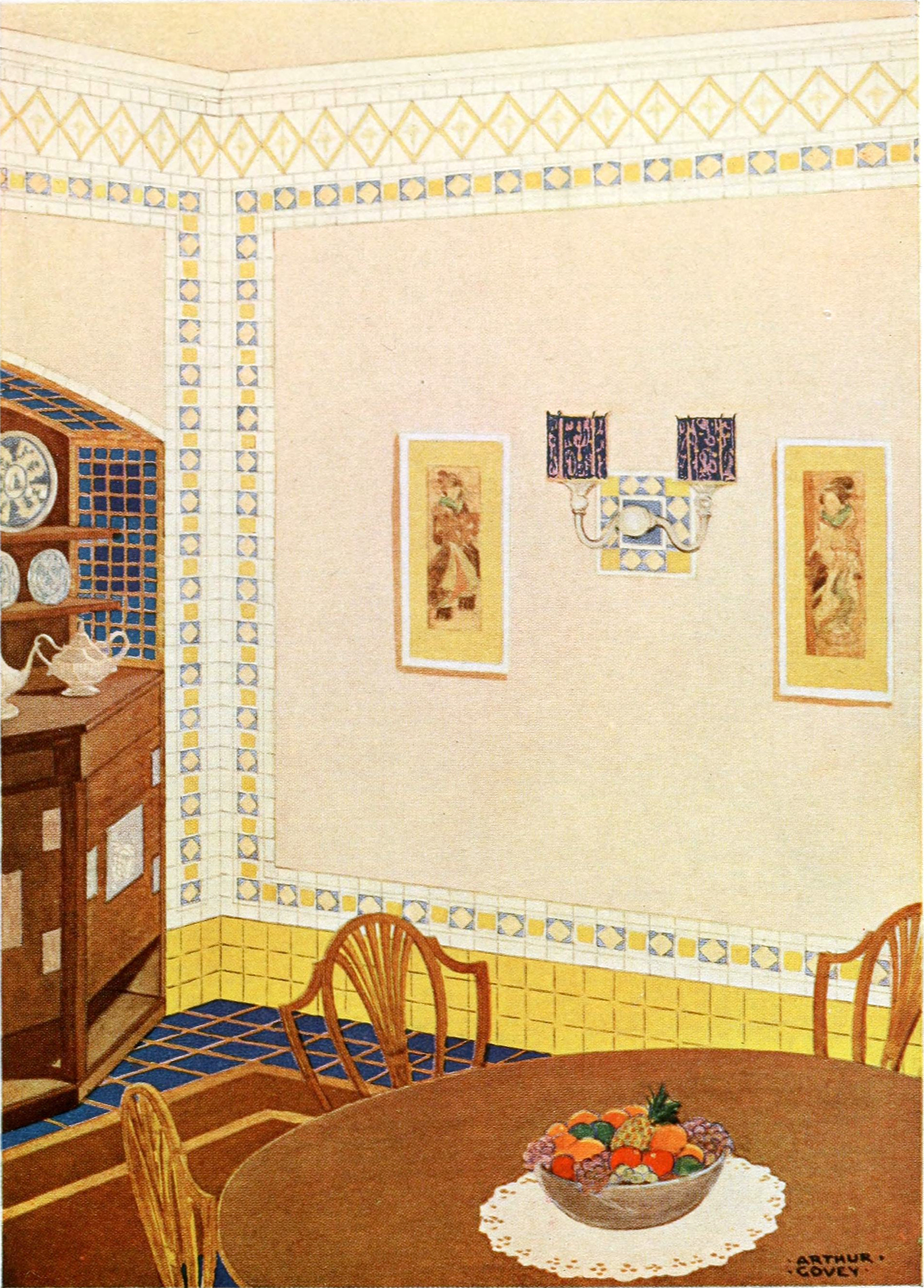
Ilustracja z katalogu Home suggestions, rok wydania 1921

Architektura wnętrz – sztuka kształtowania wnętrz architektonicznych, obejmuje wystrój i wyposażenie ruchome z uwzględnieniem funkcji pomieszczenia. Architektura wnętrz jest dziedziną twórczości architektonicznej. 

## Historia
Pojęcie „architektura wnętrz” pojawiło się w latach 20. XX wieku. Wcześniej aranżacją wnętrz zajmowali się architekci projektujący budynek lub właściciele obiektu. Rozwój architektury wnętrz związany jest z rozwojem przemysłowego wzornictwa, a ten z kolei z kryzysem ekonomicznym w Stanach Zjednoczonych. Rywalizacja o wzrost sprzedaży produktów spowodowała, że zaczęto inwestować w ich wygląd i funkcjonalność. Zwiększa się również popyt na usługi projektantów wnętrz, nie tylko w odniesieniu do budynków, ale również np. do samolotów czy pociągów.